# Грінвуд (Пенсільванія)
Грінвуд (англ. Greenwood) — переписна місцевість (CDP) в США, в окрузі Блер штату Пенсільванія. Населення — 3114 особи (2020).

## Географія
Грінвуд розташований за координатами 40°31′57″ пн. ш. 78°21′32″ зх. д. / 40.53250° пн. ш. 78.35889° зх. д. (40.532559, -78.358891).  За даними Бюро перепису населення США в 2010 році переписна місцевість мала площу 2,67 км², уся площа — суходіл.

## Демографія
Згідно з переписом 2010 року, у переписній місцевості мешкало 2458 осіб у 1097 домогосподарствах у складі 682 родин. Густота населення становила 922 особи/км².  Було 1155 помешкань (433/км²).
Расовий склад населення:
| - 97,6 % — білих - 1,2 % — чорних або афроамериканців - 0,6 % — азіатів |

До двох чи більше рас належало 0,5 %. Частка іспаномовних становила 0,6 % від усіх жителів.
За віковим діапазоном населення розподілялося таким чином: 18,6 % — особи молодші 18 років, 65,2 % — особи у віці 18—64 років, 16,2 % — особи у віці 65 років та старші. Медіана віку мешканця становила 45,0 року. На 100 осіб жіночої статі у переписній місцевості припадало 86,9 чоловіків;  на 100 жінок у віці від 18 років та старших — 85,2 чоловіків також старших 18 років.
Середній дохід на одне домашнє господарство  становив 41 270 доларів США (медіана — 30 385), а середній дохід на одну сім'ю — 61 510 доларів (медіана — 48 462). Медіана доходів становила 47 000 доларів для чоловіків та 30 365 доларів для жінок. За межею бідності перебувало 17,5 % осіб, у тому числі 20,5 % дітей у віці до 18 років та 10,3 % осіб у віці 65 років та старших.
Цивільне працевлаштоване населення становило 999 осіб. Основні галузі зайнятості: освіта, охорона здоров'я та соціальна допомога — 20,8 %, мистецтво, розваги та відпочинок — 17,2 %, виробництво — 14,7 %.